# Souvanna Phouma
 (juin 2024).
Le prince Souvanna Phouma, né à Luang Prabang le 7 octobre 1901 et mort à Vientiane le 10 janvier 1984 , est un homme d'État laotien, chef de file de la droite neutraliste au Laos. Il fut Premier ministre du Royaume du Laos à quatre reprises, en 1951 et 1952, de 1956 à 1958, en 1960, et de 1962 à 1975.

## Biographie

### Jeunesse et études
Souvanna Phouma était le fils de Bounkhong († 1920), dernier vice-roi de Luang Prabang, et le frère cadet des princes Phetsarath Rattanavongsa, Kindavong, Souvannarath qui furent Premiers ministres respectivement en 1941-1945, 1946-1947 et 1947-1949. Il était aussi le neveu du roi Sisavang Vong, roi de Luang Prabang et qui régna sur le Laos de 1946 à 1959.
Il avait également un demi-frère, le prince Souphanouvong (1909-1995), surnommé le Prince rouge, qui fut le chef du Pathet Lao, puis le premier président de la République démocratique populaire lao de 1975 à 1986.
Ainsi, cinq fils du roi Bounkhong furent tour à tour impliqués au plus haut niveau dans la politique laotienne dans trois directions différentes, le neutralisme pro-français, l'indépendantisme royaliste et la révolution communiste.
Souvanna Phouma et Petsarath suivirent une scolarité au lycée français de Hanoï puis furent envoyés en France pour continuer leurs études à Paris et à Grenoble. Ils obtinrent un diplôme d'ingénieur et rentrèrent au Laos en 1931. Souvanna se maria alors avec une Eurasienne, Aline Claire Allard.

### Carrière politique
Pendant la présence française, Souvanna Phouma et les autres princes ne jouèrent aucun rôle politique notable, le roi étant réellement chef de l'État.[réf. nécessaire]
Une rébellion communiste éclata dans ce que les Français appelaient la région militaire 5 ; c'était les Lao Issara, "les Laotiens libres" avec lesquels Souvanna Phouma n'était pas pressé de vivre dans des camps militaires miteux, dans une zone très humide où l'on souffrait constamment des sangsues et de la malaria.
Ce n'est que plus tard, après le départ des Français et avec l'aide des soldats nord-vietnamien, que les communistes laos devinrent plus forts militairement que les Lao Issara devinrent le Pathet Lao, c'est-à-dire "l'État laotien".
La stratégie du Pathet Leo était celle du double-pouvoir : le pouvoir "fantoche" à Vientiane et "l'Etat laotien" à la frontière du Nord-Vietnam.
L'armée royale faisait face au Pathet Lao mais contenait difficilement les attaques nord-vietnamiennes et rarement chinoises.
Il apparut ainsi un courant "neutraliste" qui avait deux idées :
- Nous sommes neutres entre les Américains et les communistes vietnamiens
- Nous proposons un gouvernement d'union nationale.

L'essentiel des forces militaires du Pathet Lao était constitué des troupes vietnamiennes, mais des officiers neutralistes et royalistes les rejoignirent sans que les régiments se mêlent les uns aux autres[réf. nécessaire]
C'est dans ce cadre que le prince Souvanna Phouma intégra le gouvernement du Pathet Lao, en tant que neutraliste alors que son demi-frère Souphanouvong y siégeait en tant que représentant du Parti Communiste.
L'essentiel des forces militaires du Pathet Lao était constitué des troupes vietnamiennes, mais des officiers neutralistes et royalistes les rejoignirent sans que les régiments se mêlent les uns aux autres[réf. nécessaire].
De l'autre côté, le roi et l'armée dans son ensemble continuaient de tenir le pays, négligeant le Pathet Lao compris à l'époque comme une toute petite structure permettant aux Nord-Vietnamiens d'attaquer le Laos en prétendant avoir été appelés.
Dans les années 1970, les Américains ne menant plus qu'une guerre défensive au Sud-Vietnam, le Pathet Lao devint une vraie force politique[réf. nécessaire], mais tous les postes[Lesquels ?] furent donnés à des communistes.
Le prince Souvanna Phouma se retrouva dans une situation où il était premier ministre à Vientiane, où le roi acceptait de devenir une sorte de prêtre et de symbole de la nation sans pouvoir, alors que le gouvernement se rassemblait dans l'est du pays.
Mais Souvanna Phouma et les neutralistes obtinrent ainsi la fin de la guerre, au prix de l'abandon des soldats et des officiers qui refusèrent d'adhérer au Parti Communiste et furent "rééduqués" dans des camps d'où personne ne revenait.
Les Nord-Vietnamiens pratiquèrent un vrai génocide des Hmongs, des Khmu et des Yaos qui n'avaient toujours fait que défendre leurs villages.[réf. nécessaire]

Souvanna Phouma accomplit son rôle de potiche car il ne voyait pas quoi faire d'autre. Son statut de prince connu l'a probablement sauvé de la "rééducation".